# Киш і Двапортфеля
«Киш і Двапортфеля» (рос. «Кыш и Двапортфеля») — радянський художній фільм для дітей, знятий на кіностудії «Мосфільм» режисером  Едуардом Гавриловим у 1974 році. Екранізація повісті Юза Алешковського «Киш, Двапортфеля і цілий тиждень».

## Сюжет
Герої фільму — першокласники Сніжана Соколова і Альоша Сєроглазов, котрий у перший же день школи отримав прізвисько «Двапортфеля» через жарти журналіста, який побував в школі на День знань і виміряв зріст учня оригінальним способом; а також маленьке цуценя Киш, якого, як виявилося, треба захищати і виховувати, щоб залишити вдома назавжди.

## У ролях
- Андрій Кондратьєв —  Альоша
- Катерина Кузнецова —  Сніжана
- Леонід Куравльов —  тато Альоші, Дмитро Едуардович
- Лариса Лужина —  мама Альоші, Ірина Дмитрівна
- Володимир Заманський —  завуч Пал Палич
- Людмила Гладунко —  Вета Павлівна, класна керівниця
- Олексій Єгорін —  Львов Міша
- Аркадій Маркін —  Гусєв Юра
- Анастасія Ніточкина —  Акулова Настя
- Олена Кожакіна —  Блінова Оля
- Михайло Бобров —  Сундарев Гриша
- Віктор Ржевський —  Рудик Баришкін
- Олена Мілейшева —  Оля Смородіна
- Микола Граббе —  сусід Альоші
- Володимир Носик —  Сергій, студент
- Спартак Мішулін —  Васін
- Микола Парфьонов —  Бузукін Микола Іванович, завідувач лабораторією-віварієм
- Валерій Козинець —  Володькін, старший лейтенант міліції
- Герман Качин —  провідник собаки Діка
- Ніна Агапова —  сусідка
- Юрій Бєлов —  завгосп Юрій Андрійович
- Віра Благовидова —  літня сусідка з малюком
- Олена Вольська —  прибиральниця
- Олександра Денисова —  бабуся на пташиному ринку
- Зоя Ісаєва —  сусідка
- Віктор Маркін —  Віктор Михайлович, вчитель хімії
- Наталя Крачковська —  свідок
- Олександр Кузнєцов —  свідок
- Катерина Мазурова —  сусідка знизу
- Тамара Совчі —  продавчиня
- Станіслав Хитров —  продавець собаки
- Петро Кірюткін —  продавець птахів
- Михайло Розанов —  продавець мавпи
- Олександр Іншаков — епізод

## Знімальна група
- Автор сценарію — Юз Алешковський
- Постановка —  Едуард Гаврилов
- Головний оператор —  Георгій Купріянов
- Художник-постановник —  Микола Усачов
- Композитор —  Ян Френкель